# Christine Baranski
Christine Jane Baranski, ameriška gledališka, televizijska in filmska igralka, *2. maj 1952, Buffalo, New York, Združene države Amerike.

## Biografija

### Zgodnje in osebno življenje
Christine Jane Baranski se je rodila 2. maja 1952 v Buffalu, New York, Združene države Amerike, kot hči Virginie (roj. Mazerowski) in Luciena Baranskija, ki sta delala pri nekem poljskem časopisu. Ima poljske korenine, njena stara starša sta bila oba gledališka igralca poljskega teatra. Christine Baranski se je šolala na Villa Maria Academy, študij pa nadaljevala na Juilliard. Leta 1983 se je poročila z igralcem Matthewom Cowlesom, s katerim ima dve hčerki.

## Kariera
Christine Baranski je kariero začela v gledališču. Na filmskih platnih pa se prvič pojavi leta 1980, ko igra v Playing for Time, zatem leta 1982 še v A Midsummer Night's Dream in Soup for One, leta 1983 pa v Lovesick.
Leta 1984 se pojavi v Crackers, leta 1985 v Big Shots in America, leta 1986 pa v Nine 1/2 Weeks in Leagle Eagles.
Leta 1987 jo lahko vidimo v The House of Blue Leaves in The Pick-up Artist, leta 1990 v Reversal of Fortune, leta 1992 pa začne igrati v televizijski seriji The Golden Palace, ki jo konča naslednjega leta, torej leta 1993.
Leta 1993 jo opazimo v The Night we Never Mer, Life with Mikey, Addams Family Values in To Dance with the White Dog, leta 1994 pa v The War, Getting In in The Ref, leta 1995 pa začne snemati serijo Cybill, ki jo snema do leta 1998, istega leta (torej leta 1995) pa v New Jersey Drive in Jeffrey.
Leta 1996 jo vidimo v The Birdcage, leta 1998 v The Odd Couple II in 	Bulworth, leta 1999 pa v Now and Again, Bowfinger, Fraiser in Cruel Intentions.
Leta 2000 začne z enoletnim snemanjem serije Welcome to New York, igra pa tudi v filmu Grinch, leta 2002 v Guru, Speed Racer X in Chicago leta 2003 pa v Eloise, Eloise in božič in Marci X, začne pa tudi s (spet enoletnim) snemanjem serije Happy Family.
Leta 2004 se pojavi v Spellbound in Welcome to Mooseport, leta 2005 v Scooby Doo in Where's My Mummy? in Recipe for a Perfect Christmas, leta 2006 pa v Inseparable, Relative Strangers in Bonneville.
Leta 2008 dobi vlogo v filmu Mamma Mia!, letos pa v seriji Grda račka, The Bounty in The Good Wife.

## Filmografija
| Leto      | Naslov                          | Vloga                           | Opombe |
| --------- | ------------------------------- | ------------------------------- | --- |
| 1980      | Playing for Time                | Olga                            | TV |
| 1982      | A Midsummer Night's Dream       | Helena                          | TV |
| 1982      | Soup for One                    | Blondinka v baru                | |
| 1983      | Lovesick                        | Nymphomaniac                    | |
| 1984      | Crackers                        | Maxine                          | |
| 1985      | Big Shots in America            | Nepoznana                       | TV |
| 1986      | Nine 1/2 Weeks                  | Thea                            | |
| 1986      | Leagle Eagles                   | Carol Freeman                   | TV |
| 1987      | The House of Blue Leaves        | Bunny Flingus                   | |
| 1987      | The Pick-up Artist              | Harriet                         | TV |
| 1990      | Reversal of Fortune             | Andrea Reynolds, Clausovo dekle | |
| 1992–1993 | The Golden Palace               | Debra Carmichael                | TV |
| 1993      | The Night we Never Mer          | Lucy                            | |
| 1993      | Life with Mikey                 | Carol                           | TV |
| 1993      | Addams Family Values            | Becky Martin-Granger            | |
| 1993      | To Dance with the White Dog     | Kate                            | TV |
| 1994      | The Ref                         | Connie Chasseur                 | |
| 1994      | Getting In                      | Mrs. Margaret 'Maggie' Higgs    | |
| 1994      | The War                         | Miss Strapford                  | |
| 1995–1998 | Cybill                          | Maryanne Thorpe                 | TV, 87 epizod Dobila Emmy nagado (1995) Nominirana za Emmy nagrado (1996) Nominirana za Emmy nagrado (1997) Nominirana za Emmy nagrado (1998) Nominirana za Zlati globus (1996) Nominirana za Zlati globus (1997) Dobila Screen Actors Guild Award (1996) Nominirana za Screen Actors Guild Award (1997) Nominirana za Screen Actors Guild Award (1996) Dobila American Comedy Award Dobila Viewers for Quality Television Awards |
| 1995      | New Jersey Drive                | Prosecutor                      | |
| 1995      | Jeffrey                         | Ann Marwood Bartle              | |
| 1996      | The Birdcage                    | Katherine Archer                | Dobila Screen Actors Guild Awards |
| 1998      | The Odd Couple II               | Thelma                          | |
| 1998      | Bulworth                        | Constance Bulworth              | |
| 1999      | Cruel Intentions                | Bunny Caldwell                  | |
| 1999      | Bowfinger                       | Carol                           | |
| 1999      | Now and Again                   | Ruth Bender                     | |
| 1999      | Frasier                         | Dr. Nora Fairchild              | TV, 1 epizoda Nominirana za American Comedy Award Nominirana za Emmy nagrado |
| 2000–2001 | Welcome to New York             | Marsha Bickner                  | TV, 13 Epizod |
| 2000      | Grinch                          | Martha May Whovier              | Nominirana za Blockbuster Entertainment Awards |
| 2002      | Guru                            | Shantal                         | |
| 2002      | Chicago                         | Miss Sunshine                   | Dobila BFCAA Dobila PFCA Nominirana za Screen Actors Guild Awards |
| 2002      | Speed Racer X                   | Trixie Fontaine                 | |
| 2003      | Eloise                          | Prunella Stickler               | |
| 2003      | Marci X                         | Mary Ellen Spinkle              | |
| 2003      | Eloise in božič                 | Prunella Stickler               | |
| 2003–2004 | Happy Family                    | Annie Brennan                   | TV, 22 epizod |
| 2004      | Spellbound                      | None                            | TV |
| 2004      | Welcome to Mooseport            | Charlotte Cole                  | |
| 2005      | Scooby Doo in Where's My Mummy? | Andrea Von Butch                | glasovna vloga |
| 2005      | Recipe for a Perfect Christmas  | Lee Bellmont                    | TV |
| 2006      | Inseparable                     | Barbara                         | |
| 2006      | East Broadway                   | Bree                            | |
| 2006      | Relative Strangers              | Arleen Clayton                  | |
| 2006      | Bonneville                      | Francine                        | |
| 2008      | Mamma Mia                       | Tanya                           | |
| 2009      | Grda račka                      | Victoria Hartley                | TV, 4 epizode |
| 2009      | The Bounty                      | Nepoznana                       | V snemanju |
| 2009-2016 | The Good Wife                   | Diane Lockhart                  | Končano |

## Nagrade in nominacije
2009;Televizija/Film
- American Comedy Awards
  - Funniest Female Guest Appearance in a TV Series za »Frasier,« 2000, Nominirana
  - Funniest Supporting Female Performer in a TV Series za »Cybill,« 1996, Dobila
- Blockbuster Entertainment Awards
  - Favorite Supporting Actress - Comedy za »Grinch,« 2001, Nominirana
- Broadcast Film Critics Association Award
  - Best Acting Ensemble za »Chicago,« 2003, Dobila (deljeno)
- Emmy nagrade
  - Guest Actress in a Comedy Series za »The Big Bang Theory,« 2009, Nominirana
  - Outstanding Guest Actress in a Comedy Series za »Frasier,« 1999, Nominirana
  - Outstanding Supporting Actress in a Comedy Series za »Cybill,« 1998, Nominirana
  - Outstanding Supporting Actress in a Comedy Series za »Cybill,« 1997, Nominirana
  - Outstanding Supporting Actress in a Comedy Series za »Cybill,« 1996, Nominirana
  - Outstanding Supporting Actress in a Comedy Series za »Cybill,« 1995, Dobila
- Zlati globusi
  - Best Performance by an Actress in a Supporting Role in a Series, Mini-Series or Motion Picture Made for TV za »Cybill,« 1997, Nominirana
  - Best Performance by an Actress in a Supporting Role in a Series, Mini-Series or Motion Picture Made for TV za »Cybill,« 1996, Nominirana
- Phoenix Film Critics Society Awards
  - Best Acting Ensemble za »Chicago,« 2003, Nominirana (deljeno)
- Screen Actors Guild Awards
  - Outstanding Performance by the Cast of a Theatrical Motion Picture za »Chicago,« 2003, Dobila (deljeno)
  - Outstanding Performance by the Cast of a Theatrical Motion Picture za »The Birdcage,« 1997, Dobila (deljeno)
  - Outstanding Performance by a Female Actor in a Comedy Series za »Cybill,« 1997, Nominirana
  - Outstanding Performance by a Female Actor in a Comedy Series za »Cybill,« 1996, Dobila
- Viewers for Quality Television Awards/Q nagrada
  - Best Supporting Actress in a Quality Comedy Series za »Cybill,« 1996, Dobila

Broadway
- Drama Desk Awards
  - Outstanding Featured Actress in a Play za »Lips Together, Teeth Apart,« 1992, Dobila
  - Outstanding Featured Actress in a Play za »The Real Thing,« 1984, Dobila
- Tony nagrada
  - Best Featured Actress in a Play za »Rumors,« 1989, Dobila
  - Best Featured Actress in a Play za »The Real Thing«, 1984, Dobila